# Вайс, Петер
Петер Ульрих Вайс (нем. Peter Ulrich Weiss; 8 ноября 1916[…], Новавес, Пруссия или Бабельсберг, Пруссия — 10 мая 1982[…], Стокгольм) — немецкий писатель и художник.

## Биография
Был сыном венгерского фабриканта-еврея и немки. После распада Австро-Венгрии Петер стал гражданином Чехословакии, также как и его отец, он никогда не был гражданином Германии. Когда Петеру было 3 года его семья перебралась в Бремен. Будучи подростком, Петер отправился в Берлин, чтобы учиться там на художника.
В 1935 году Петер вместе с семьёй эмигрировал из нацистской Германии в Великобританию, где Петер изучал фотоискусство, затем семья перебралась в Чехословакию, где Петер продолжил обучение изобразительному искусству. В 1938 году семья Петера перебралась из Чехословакии в Швецию, а он сам в то время был в гостях у Германа Гессе в Швейцарии и присоединился к семье в 1939 году. Шведское гражданство Петер получил в 1946 году. Шведским языком он овладел настолько, что иногда писал свои произведения на нём, но всё же предпочитал писать на родном немецком языке.
Сначала Петер Вайс проявил себя как живописец, график, автор экспериментальных фильмов, а затем и как писатель и драматург. Его творчество соединяет в себе экспериментальные, авангардистские поиски раннего периода, испытавшие влияние сюрреализма, эстетики абсурда, французского le nouveau roman, черты кинематографического письма, и более поздние политизированные произведения 1960-х годов. Он разработал теорию документального театра как театра протеста.
Длительное время Петер Вайс примыкал к движению «новых левых». В 1968 году он вступил в Левую партию — коммунисты. В драме «Троцкий в изгнании» («Trotzki im Exil», 1969) нашли отражение сомнения Вайса в марксизме и целесообразности коммунистической революции. Он писал: «Не подданные, не поддакивающие нужны коммунизму, а самостоятельно мыслящие люди. Не надо смешивать безоговорочное повиновение с партийной дисциплиной».
В 1982 году Петер Вайс стал лауреатом премии Георга Бюхнера.

## Драматургия Петра Вайса в СССР
В 1967 году Театр на Таганке поставил спектакль по пьесе Вайса «Дознание», в 1968 году тот же театр поставил спектакль по пьесе Вайса «История о том, как господин Мокинпотт от своих несчастий избавился» (в обоих случаях был использован перевод Льва Гинзбурга). Однако руководству театра не удалось добиться разрешения на постановку спектакля по пьесе Вайса «Преследование и убийство Жан-Поля Марата, представленное артистической труппой психиатрической лечебницы в Шарантоне под руководством господина де Сада», а в 1970 году, после того как в ФРГ состоялась премьера пьесы Вайса «Троцкий в изгнании», вызвавшей резкое осуждение со стороны руководства КПСС, спектакли по произведениям Вайса в СССР были запрещены.

## Личная жизнь
Петер Вайс был женат три раза: в 1943 году он женился на художнице Хельге Хеншен (Helga Henschen), с которой жил до 1947 года. В 1949 году он женился на Карлоте Деторей (Carlota Dethorey). С 1964 до своей смерти он был женат на шведской художнице по костюмам, сценографе и скульпторе Гунилле Пальмшерна-Вайс (Gunilla Palmstierna-Weiss).

### Проза
- 1960 — Тень тела кучера
- 1961 — Прощание с родителями
- 1962 — Точка бегства
- 1963 — Разговор трёх идущих
- 1975—1981 — Эстетика сопротивления (в 3 томах)

### Пьесы
- 1964 — Преследование и убийство Жан-Поля Марата, представленное актёрской труппой госпиталя в Шарантоне под руководством господина де Сада
- 1965 — Дознание (нем. Die Ermittlung)
- 1968 — О том, как господин Мокинпотт от своих злосчастий избавился
- 1969 — Троцкий в изгнании
- 1971 — Гёльдерлин

## Переводы
- Вайс П. «Дознание» и другие пьесы / Пер. с нем. М.: Прогресс, 1981. 432 с.